# Natassia Maltheová
Lin Natassia Maltheová (* 19. ledna 1974 Oslo) je norská herečka a modelka. Má přezdívku Nadi, vystupuje také pod pseudonymem Lina Teal. Její otec je Nor, matka pochází z Malajsie.
Věnovala se tanci, navštěvovala Goh Ballet Academy ve Vancouveru a byla v souboru Norské národní opery a baletu. Pak žila v Londýně a Los Angeles, kde dostala v roce 1996 roli v seriálu Zmije. V roce 2003 se objevila na seznamu stovky nejatraktivnějších žen světa podle časopisu Maxim. V roce 2005 byla nominována na Filmové a televizní ceny MTV.
Byla jednou z žen, které obvinily Harveyho Weinsteina ze znásilnění.

## Filmografie
- 1998 Podezřelé chování
- 1999 Jezero
- 2002 40 dnů a 40 nocí
- 2002 Halloween: Zmrtvýchvstání
- 2003 Mužská záležitost
- 2004 Hokejová máma
- 2005 Smrtící instinkt
- 2006 DOA: Na život a na smrt
- 2006 Vlci
- 2008 Sám v temnotě 2
- 2010 Percy Jackson: Zloděj blesku
- 2011 Ve jménu krále 2
- 2010 Bloodrayne: Třetí říše
- 2012 Tohle je válka!
- 2013 Království Vikingů
- 2013 Útok na Wall Street
- 2015 Hodný, zlý a mrtvý
- 2018 Alfa
- 2019 House in the Hamptons